# 高高度飛行船

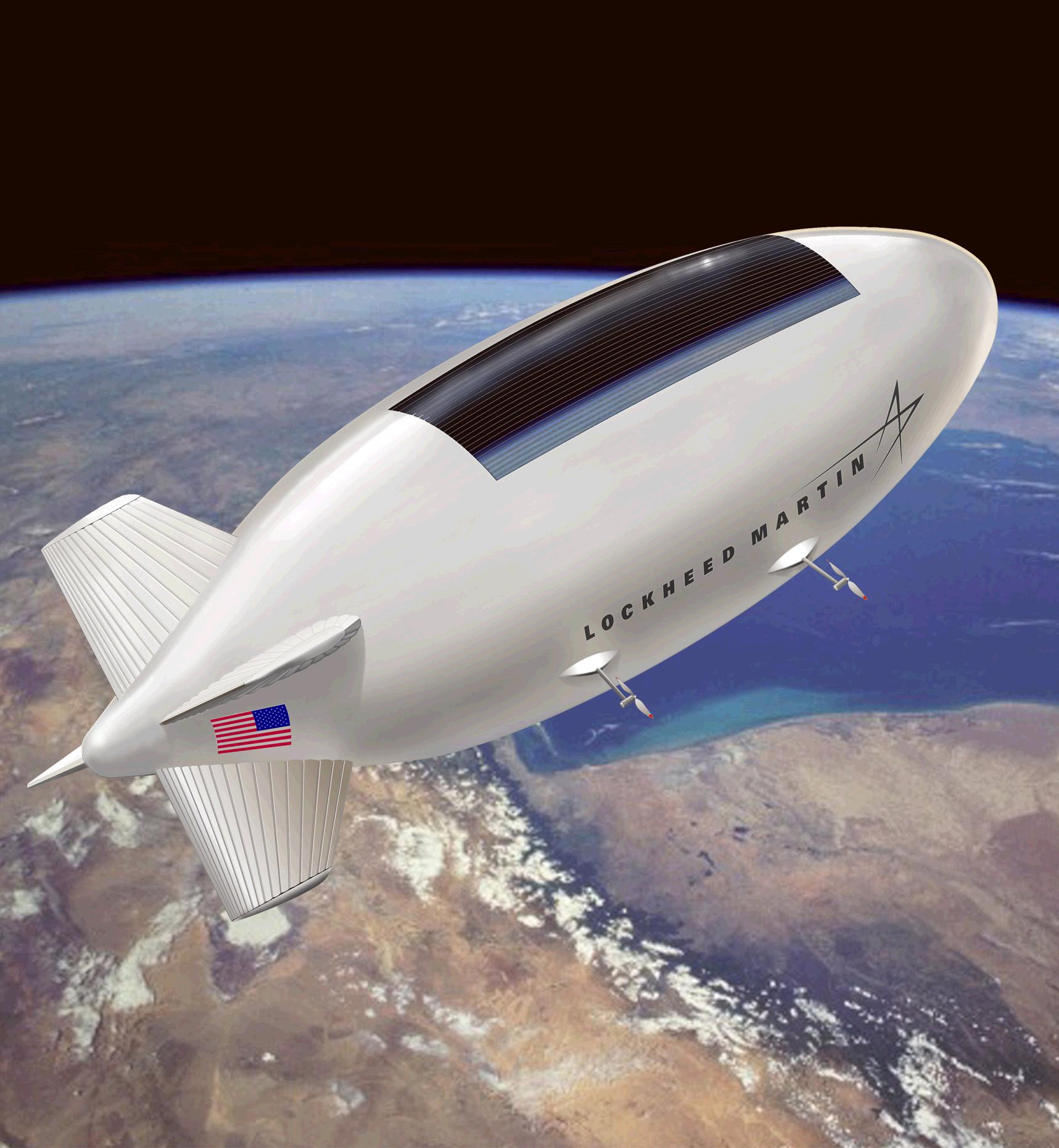
想像図

高高度飛行船 （こうこうどひこうせん、high-altitude airship:HAA）は、アメリカ国防総省ミサイル防衛局がロッキード・マーティンを下請けに建造した弾道ミサイル防衛システム（BMDS:Ballistic Missile Defense System）の一環である。無人の軽航空機（飛行船）であるHAAは、滞空域としてジェット気流より高い位置で飛行し地表面に対してほぼ静止して中継や気象観測を行う。2011年に初の飛行実験を行った。
韓国航空宇宙研究院も同様の研究をしている。